# Аренсбургијен
Аренсбургијен (фр. ahrensbourgien) је културни фацијес који је означио крај палеолиту у северној Европи. Дефинисан је на основу археолошких налаза на ширем подручју Хамбурга, а културно и хронолошки следи хамбургијен и бромијен. Назив је добио по насељу Аренсбург, које се налази 25 km североисточно од Хамбурга. Култура се развила током последњег захлађења тријас III и почетком пребореала. Карактеристичан је по силексном оруђу међу којем доминирају различите врсте стругача, пробојака и две врсте шиљака: са асиметричним трном (тип Лингби) и са аксијално обострано ретушираним трном (тип Аренсберг). Што се тиче ирвасових рогова, од њих су израђивани једноредни и дворедни харпуни и секире типа Лингби.